# Шаат, Набиль
Наби́ль Али́ Муха́ммад Ша́ат (араб. نبيل علي محمد شعث‎; род. 9 августа 1938, Цфат, Подмандатная Палестина) — палестинский государственный и политический деятель, министр иностранных дел (2003—2005) и исполняющий обязанности премьер-министра ПНА (2005).

## Биография
Набиль Шаат родился 9 августа 1938 года в Цфате. Он получил степень магистра финансов в Уортонской школе бизнеса. Он также изучал экономику в Школе искусств и наук Пенсильванского университета, а затем работал преподавателем в 1961—1965 годах.
Шаат был главным палестинским переговорщиком, министром иностранных дел и министром планирования Палестинской национальной администрации. 15 декабря 2005 года он стал исполняющим обязанности премьер-министра Палестинской автономии после того, как Ахмед Куреи подал в отставку. Спустя девять дней Куреи вернулся на свой пост.
Шаат появился в документальном фильме 2009 года «Каналы чёрного хода: цена мира» о мирном договоре между Израилем и Египтом. Фильм был выпущен Channel Productions в Нью-Йорке.